# Aureliano Ibarra y Manzoni
Aureliano Ibarra y Manzoni (Alicante, 21 de enero de 1834-Alicante, 17 de noviembre de 1890) fue un arqueólogo, escritor y pintor español, conocido por sus trabajos como arqueólogo e historiador.  

## Biografía
Hijo de José Ibarra Sempere y de Josefa Manzini García, Aureliano Ibarra y Manzoni nació en Alicante el día 21 de enero de 1834. A los pocos días de su nacimiento, la familia se trasladó a Elche. Realizó sus primeros estudios en el Colegio de Pascual Caracena. A los 15 años, en 1849, ingresó en la Academia de Bellas Artes de Barcelona donde estudió la técnica del grabado, siendo discípulo de Manuel Milá i Fontanals. Se casó con una hermana de Emigdio Santamaría, Reyes Santamaría, con la que tuvo una hija llamada Asunción en 1857. A su vuelta, participó en la vida política militando en el Partido Demócrata, donde publicó artículos en periódicos como La Discusión, El Pueblo, La Igualdad o La Soberanía Nacional. Ya en las vísperas de la revolución de septiembre de 1868, «La Gloriosa», sería hecho prisionero, encarcelado en Alicante y juzgado en un consejo de guerra. Toda esta experiencia carcelaria la reflejaría en su libro Diario de mi prisión.
Años más tarde, en la I República, fue nombrado administrador de Los Lugares Píos Españoles y de Santa María de Montserrat de Roma, institución que le permitiría la fundación de la Academia Española de Bellas Artes de Roma. Regresó a Elche en 1876, a comienzos de la restauración borbónica, y 3 años después, en 1879, publicaría su obra maestra más importante que resumiría toda su carrera como arqueólogo, escritor e investigador: «Illici, su situación y antigüedades», obra que sería reeditada en facsímil en 1981 por el Instituto de Estudios Alicantinos. Si investigación permitió demostrar la relación entre Ilici (Elche) y el Portus Ilicitanus (Santa Pola), así como que las iniciales de la Colonia Iulia Ilici Augusta, CIIA, que aparecen tanto en el escudo de Elche como en el de Alicante, se relacionaban exclusivamente con la ciudad ilicitana. Entre sus hallazgos arqueológicos más importantes destacan los de la villa romana de Algorós, como el mosaico de Galatea, o las excavaciones realizadas en La Alcudia de Elche, colecciones que serían vendidas al Museo de Barcelona y al Museo del Prado de Madrid en 1893. Estudió también toda la historia de su pueblo, como la época visigoda o el obispado ilicitano en los V y VI.
En sus últimos años de vida se establecería en Alicante para dirigir la Caja de Ahorros de Alicante durante casi 8 años, de 1878 a 1885, y administrar los bienes del conde de Casa-Rojas. Finalmente, fallecería en su Alicante natal el 17 de diciembre de 1890 a la edad de 56 años. Tras su muerte, Joan Castaño recogió en su libro a modo de epitafio unas palabras de Aureliano: «Cuando yo muera, al recordarme los ilicitanos, quiero que digan: ¡Cuánto amó este hombre a Elche y a sus hijos!»
Aureliano Ibarra ha sido un personaje principal en la historia de Elche. Gracias a sus trabajos de investigación, junto a su hermano Pedro, se supieron los orígenes de la ciudad, su historia, sus etapas y mucho más.

## Homenaje
Su hermano, Pedro Ibarra Ruiz, 1858-1934, quiso escribir su biografía movido por su admiración hacia él, por lo que preparó un esquema de trabajo que tituló: «Plan General para el libro: Aureliano Ibarra y Manzoni», documento que se conserva a día de hoy en el Archivo Municipal de Elche. Estableció y ordenó cuatro grandes apartados según las actividades en las que se distinguió su hermano: Político, artista, arqueólogo e historiador. Esta documentación facilitó el trabajo biográfico que estaba preparando. El Archivo Municipal de Elche conserva correspondencias, manuscritos originales de sus obras, y distintos documentos, algunos tan importantes para Elche como el Codex o Libro de Privilegios. A pesar de esta recopilación, nunca se llegó a escribir dicha biografía, aunque se han realizado otras, como la realizada por el investigador Joan Castaño en su obra Els germans Aurelià i Pere Ibarra. Cent anys en la vida cultural d´Elx (1834-1934).